# اسکوایر فریدل

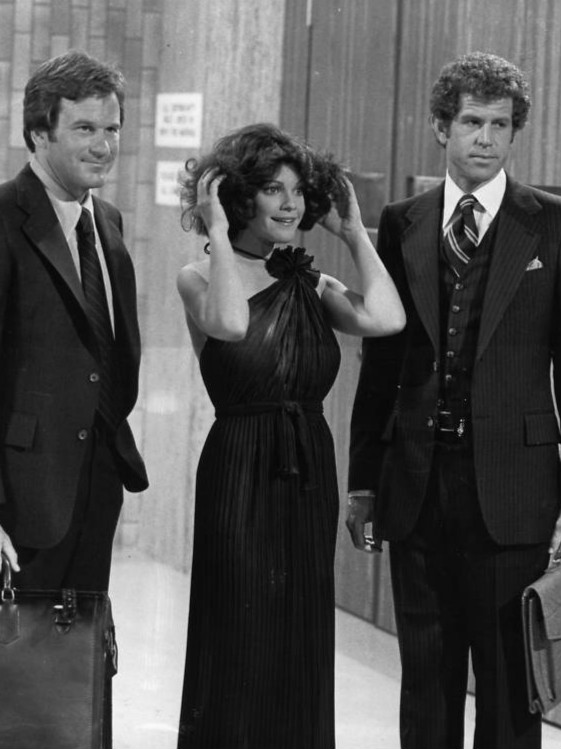
اسکوایر فریدل در سمت جپ

اِسکوایِر فریدل (انگلیسی: Squire Fridell؛ زادهٔ ۹ فوریهٔ ۱۹۴۳) یک هنرپیشه اهل ایالات متحده آمریکا است. وی از سال ۱۹۶۵ میلادی تاکنون مشغول فعالیت بوده‌است.

## گزیده فیلمشناسی
از فیلم‌ها یا برنامه‌های تلویزیونی که وی در آن نقش داشته‌است می‌توان به آثار زیر اشاره کرد.
- معجزه (۱۹۸۶)
- دهکده نفرین‌شدگان (۱۹۹۵)
- آیرونساید (مجموعه تلویزیونی) (۱۹۷۰)
- وکلای جوان (۱۹۷۰)